# Веденеев, Юрий Петрович
Ю́рий Петро́вич Ведене́ев (род. 3 февраля 1945, Новороссийск, Краснодарский край, СССР) — советский и российский певец (баритон), актёр оперетты, оперный солист; народный артист РСФСР (1988).

## Краткая биография
В 1972 году окончил факультет музыкального театра ГИТИСа (педагог – Г. П. Ансимов) и был принят в труппу Московского театра оперетты. Через несколько лет занял положение ведущего солиста, исполняя главные партии в классических и советских опереттах. Очень часто выступает дуэтом с С. П. Варгузовой.
С 1988 года является также солистом Большого театра.

## Основной репертуар

### Московский театр оперетты

#### Спектакли
- «Конкурс красоты» А. П. Долуханян – Парень с гитарой, Володя
- «Нет меня счастливей» А. Я. Эшпая – Потанин
- «Василий Тёркин»  А. Г. Новикова – Полковник
- «Летучая мышь» И. Штрауса – Айзенштайн
- «Весёлая вдова» Ф. Легара – Данило
- «Девичий переполох» Ю. С. Милютина – Юрий Токмаков
- «Эспаньола, или Лопе де Вега подсказал» А. Л. Кремера и А. А. Николаева – Камило
- «Товарищ Любовь» В. Ильина – Роман Кошкин
- «Неистовый гасконец» К. Караева – Сирано
- «Пенелопа» А. Б. Журбина – Одиссей
- «Королева чардаша» И. Кальмана – Эдвин
- «Перекрёсток» Р. Гаджиева – Гудрат
- «Прекрасная Галатея» Ф. Зуппе – Мидас
- «Граф Люксембург» Ф. Легара – Рене Люксембург
- «Великая герцогиня Герольштейнская» Ж. Оффенбаха – Фон Грог
- «Принцесса цирка» И. Кальмана – Мистер Икс
- «Примадонна» на музыку Ж. Оффенбаха – Пьер Бертелье
- «Марица» И. Кальмана – Тасилло
- «Сильва» И. Кальмана – Ферри
- «Моя прекрасная леди» Ф. Лоу – Генри Хиггинс
- «Мистер Икс» («Принцесса цирка»)  И. Кальмана – Барон де Кревельяк
- «Орфей в аду» Ж. Оффенбаха – Юпитер
- «Фанфан-тюльпан» А. Семёнова – Людовик XV, король Франции
- «Фея карнавала» И. Кальмана – Жюль Деламот
- «Летучая мышь» И. Штрауса – Орловский
- «Цыганский барон» И. Штрауса – Омонай
- «Куртизанка» А. Журбина – Пьетро Веньер

#### Концертные программы
- «Оперетта, любовь моя!»
- «Обещания, обещания»
- «Песня для тебя»
- «Мы начинаем в 22…»
- «Оперетта, оперетта…»
- «Да здравствует вальс!»
- «Женщина и мужчины»
- «Джентльмен удачи»
- «Большой канкан»
- «Большой кордебалет»
- Бенефис «Премьер-лига» (2010 год)
- «Grand канкан»
- «Дуэт на все времена»
- «Оперетта - навсегда!»

### Большой театр
- «Евгений Онегин» П. И. Чайковского – Евгений Онегин
- «Иоланта» П. И. Чайковского – Роберт, Эбн-Хакиа
- «Пиковая дама» П. И. Чайковского – Елецкий, Томский
- «Орлеанская дева» П. И. Чайковского – Лионель
- «Севильский цирюльник» Дж. Россини – Фигаро
- «Скупой рыцарь» С. В. Рахманинов – Герцог
- «Хованщина» М. П. Мусоргского – Шакловитый
- «Аида» Дж. Верди – Амонасро
- «Любовь к трём апельсинам» С. С. Прокофьев – Леандр
- «Алеко» С. В. Рахманинов – Алеко
- «Франческа да Римини» С. В. Рахманинов – Ланчотто Малатеста
- «Травиата» Дж. Верди – Жорж Жермон
- «Набукко» Дж. Верди – Набукко
- «Адриана Лекуврёр» Ф. Чилеа – Мишонне
- «Борис Годунов» М. П. Мусоргского – Андрей Щелкалов
- «Тоска» Д. Пуччини – Скарпиа

### «Геликон-опера»
- «Царица» Д. Ф. Тухманова – Князь Потемкин-Таврический

## Признание и награды
- 1982 — Заслуженный артист РСФСР (27 августа 1982 года) — за заслуги в области советского театрального искусства[1].
- 1988 — Народный артист РСФСР (2 ноября 1988 года) — за заслуги в развитии советского музыкального искусства[2].
- 1995 — Орден Дружбы (5 августа 1995 года) — за заслуги перед государством и многолетнюю плодотворную деятельность в области искусства и культуры[3]
- 2003 — Орден Почёта (10 января 2003 года) — за большие заслуги в развитии музыкально-театрального искусства[4]
- 2005 — Благодарность Президента Российской Федерации (1 апреля 2005 года) — за заслуги в развитии музыкального искусства и многолетнюю творческую деятельность[5]
- 2012 — лауреат Национальной премии «Музыкальное сердце театра» в номинации «Лучший исполнитель роли второго плана» за роль Людовика XV («Фанфан-Тюльпан», Московский государственный академический театр оперетты)
- 2016 — Почётная грамота Президента Российской Федерации (8 июня 2016 года) — за заслуги в развитии отечественной культуры и искусства, многолетнюю плодотворную деятельность[6]
- 2021 — Орден Александра Невского (5 июня 2021 года) — за заслуги в развитии отечественной культуры и искусства, многолетнюю плодотворную деятельность[7]
- 2022 — лауреат премии «Золотая Маска» «За выдающийся вклад в развитие театрального искусства»[8]